# سام دبليو. راسيل
سام دبليو. راسيل (بالإنجليزية: Sam W. Russell)‏ هو محامي وسياسي أمريكي، ولد في 31 أغسطس 1945، وتوفي في 14 مايو 2014. حزبياً، نشط في الحزب الديمقراطي. وقد انتخب عضو مجلس نواب تكساس.